# Marie Steinerová
Marie Steinerová, rozená Marie Štrosová (10. ledna 1923 Mladá Boleslav – 14. ledna 2019 Brno) byla česká operní pěvkyně (sopranistka), pedagožka, filmová a divadelní herečka. Byla poslední žijící herečkou Divadla Vlasty Buriana a jednou z posledních pamětnic české kinematografie před rokem 1945.

## Život a dílo
Narodila se v Mladé Boleslavi jako nemanželské dítě operní pěvkyni Marii Minářové–Štrosové a advokátovi Františku Steinovi. Když se v roce 1926 její matka provdala za herce Vladimíra Štrose, tak si malou Marii osvojil. Dětství strávila u své babičky v Českých Budějovicích, poté žila s matkou v Ostravě, Olomouci a Brně a posléze v Praze. V roce 1941 maturovala na gymnáziu na Vinohradech v ulici Slezská, a poté studovala zpěv na Státní konzervatoři u profesorů Jana Hilberta Vávry a Běly Chalabalové-Rozumové, kde v roce 1947 absolvovala absolutorium.
Když studovala na konzervatoři a rozhodovala se mezi činohrou a operou, byla v roce 1942 angažována do Divadla Vlasty Buriana, ale kvůli krátkému výslechu na gestapu musela v roce 1943 v divadle skončit a do konce války nemohla vystupovat v divadlech. Na gestapu ji udal malíř Vlastimil Košvanec, protože její biologický otec byl žid, o kterém se dozvěděla ve dvanácti letech. Následně se provdala za Miroslava Steinera a měla dva syny. Po skončení války zpívala v letech 1945 až 1946 v opeře Divadla 5. května a poté v letech 1946 až 1948 byla v opeře v Zemského divadla Ostrava, kde už 20. listopadu 1943 vystoupila v titulní roli opery Rusalka.
V roce 1948 se stal šéfem brněnské opery Zdeněk Chalabala a spolu s ním přichází do Státního divadla v Brně i Marie Steinerová, kde její první role byla Marta v opeře Freje pána z Heslova od Osvalda Chlubny. Zpívala mladodramatický obor, ale její doménou byly vysokodramatické role, v nichž uplatňovala průraznost svého hlasu i svůj temperament a herectví, například v rolích Milady z Dalibora, Libuše, Cizí kněžny u Rusalky, Mařenka z Prodané nevěstě a ze světového repertoáru to byla Líza v Pikové dámě, Tosca a především Elektra. V rámci janáčkovského festivalu v Brně měla 25. října 1958 světovou premiéru Osud, kde vytvořila roli šílené matky Míliny. V roce 1981 odešla do důchodu.
V letech 1952 až 1977 byla také stálým hostem Národního divadla v Praze. Dlouhá léta také vyučovala. Nejdříve od roku 1962 učila na konzervatoři v Brně a v pozdějších letech na Janáčkově akademii múzických umění, odkud musela v 70. letech z politických důvodů odejít, ale až do vysokého věku působila jako hlasová poradkyně. Během rozhodování mezi operou a činohrou, hrála ve filmu Tetička od Martina Friče přítelkyni Slávky Felixové a po boku Vlasty Buriana sehrála dívčí hlavní roli Anči ve filmu Ryba na suchu od Vladimíra Slavínského. Také se objevila v německém filmu Wir machen Musik a ve filmu Farářův konec od Evalda Schorma vytvořila Oktaviána v opeře Růžový kavalír, který hraje v televizi při sledování znuděné babičky.
V roce 1954 získala spolu s Miladou Šubrtovou a dvěma zahraničními sopranistkami první místo v pěvecké soutěži o Cenu Emy Destinnové v Praze. V roce 2004 obdržela od Nadace Život umělce cenu Senior Prix a v březnu 2005 převzala cenu Thálie za rok 2004 za celoživotní mistrovství v oboru opera. V roce 2008 obdržela Cenu DIVA od Národního divadla Brno, o rok později vstoupila do Síně slávy ND Brno a v roce 2013 získala Cenu Eduarda Hakena.
Zemřela ve věku 96 let 14. leden 2019 v Brně a poslední rozloučení se konalo v pátek 23. února 2019 v brněnské bazilice Nanebevzetí Panny Marie na Mendlově náměstí.